# Alda Jucci Ugolotti
Alda Ugolotti, meglio nota come Jucci Ugolotti (Parma, 20 ottobre 1944), è una scultrice italiana.

## Biografia
Ha studiato all'Accademia di Brera, dove è stata allieva di Marino Marini e Alik Cavaliere. Dopo circa un decennio dedicato alla docenza, nel 1980 ha presentato la sua prima personale presso la Galleria Niccoli di Parma. Per le sue caratteristiche plastico-strutturali si è orientata verso la realizzazione di opere pubbliche, prediligendo le grandi dimensioni, con esperienze di restauro, recupero e rifacimento di sculture monumentali. 
Ha partecipato a mostre collettive e presentato mostre personali, in Italia e all'estero, alternando materiali preziosi come marmi e bronzi a materie povere come terracotta e gessi, compiendo anche sperimentazioni materico-cromatiche in campo ceramico. L’origine della sua costante ricerca è la radice espressionistica-figurativa, che evidenzia nelle caratteristiche del personale modellato e del segno grafico.
Nel 1995, assieme all'architetto Aurelio Cortesi, è stata nominata "Accademico di Belle Arti" dal Ministero dei Beni Culturali. Nel 2010 ha allestito il Museo personale di scultura presso il Palazzo Ducale di Sala Baganza. Era presente alla 56ª Biennale Internazionale d'Arte di Venezia.
Molto presente nel suo territorio, ha proposto progetti di recupero scultoreo di opere monumentali di Parma, facendo esperienze di restauro e riproduzioni su calco del monumento a Ercole e Anteo di Teodoro Vanderstruck e del ciclo marmoreo di Jean-Baptiste Boudard nel Parco Ducale di Parma, con la realizzazione del Vaso a Testa d'Ariete, della Venere Nascente dalle acque e dell'Apollo Citaredo.
Alcune sue opere sono conservate nella Rocca Sanvitale - Mostra permanente della scultrice Jucci Ugolotti.

## Eventi e mostre recenti
- 2016  Venezia – Palazzo Giustinian Fiaccanon
- 2016  Spoleto – Palazzo Leti Sansi
- 2016  Milano – Art Gallery
- 2016  Verona – Triennale
- 2016  Fiesole – Palazzo Comunale
- 2016  Londra – The Cript Gallery
- 2016  Rio de Janeiro – Tiffany’s Residence Hotel
- 2016  Parigi – Carrousel du Louvre
- 2016  Vienna – Palazzo Sternberg
- 2016  Roma – Palazzo Brancaccio
- 2016  Bruges – Site Oud Sint-Jan
- 2016  Roma – Basilica dei Quattro Santi Coronati
- 2017  Roma – Complesso del Vittoriano
- 2017  Lugano – Parco S. Marco
- 2017  Palermo – Museo Levi–Meart
- 2017  Sabbioneta – Palazzo V. Gonzaga
- 2017  Parma – Monumento al Generale Carlo Alberto dalla Chiesa
- 2017  Stoccarda – Palazzo della Cultura
- 2017  Chicago – Zhou Brothers Art Foundation[2]
- 2017  Venezia – Palazzo Albrizzi
- 2017  Istanbul – Art Fair
- 2017  Stoccolma – Palazzo Altek
- 2018  Parigi – Grand Palais
- 2018  Roma – Moschea
- 2018  Assisi – Palazzo dei Priori
- 2019  Assisi – Pinacoteca
- 2019  Parigi – Grand Palais
- 2019  Berlino – Galleria Lack & Farben (a ottobre)
- 2019  Tirana – Pinacoteca di Arte Moderna (a novembre)